# Grgur X.
Grgur X., rođen kao Tebaldo Visconti, papa od 1. rujna 1271. do 10. siječnja 1276. godine.